# Da Tweekaz
Da Tweekaz è un duo musicale norvegese di genere hardstyle composto da Kenth Kvien e Marcus Nordli, che risiedono in Belgio dal 2012. Dal 2017 producono anche in stile happy hardcore con lo pseudonimo Tweekacore.

## Storia del gruppo
Kenth Kvien e Marcus Nordli si sono incontrati a Oslo, capitale della Norvegia. Hanno sperimentato producendo sotto diversi stili di musica, fino a quando non hanno scelto di concentrarsi sulla musica hardstyle. Nel 2007 fondarono il progetto musicale Da Tweekaz e inviarono i loro primi demo a varie etichette discografiche. Le canzoni Angeli Domini e Crowsong trovarono notorietà su Internet. Nel 2008 firmarono un contratto con l'etichetta discografica italiana DJ's United Records, con la quale vennero pubblicati i brani The Past e Da Bomba. Nel contempo, il duo firmò anche per l'etichetta Spider Records, per l'uscita di una diversa versione di Angeli Domini.
Nel 2009 fecero la loro prima apparizione di fronte al pubblico di un festival in occasione del festival hardstyle norvegese Hardstyle DNA. Furono invitati nuovamente per il 2010, producendo per l'occasione l'inno ufficiale DNA. Questa traccia segnò anche la loro prima uscita sull'etichetta discografica belga Dirty Workz, con la quale entrarono in contatto tramite un forum belga. Seguirono varie esibizioni nei Paesi Bassi e in Belgio, organizzate in particolare dal promotore Q-Dance, motivo per il quale nel 2012 si trasferirono per un breve periodo in Olanda e in seguito, in pianta stabile, in Belgio. L'8 ottobre dello stesso anno, pubblicarono il loro album di debutto Time 2 Shine, recensito su Partyflock con un punteggio di 75/100. A fine anno entrarono per la prima volta nella Top 100 di DJ Magazine, dove si piazzarono al 99º posto. L'anno successivo salirono all'86º posto.
L'11 luglio 2013 pubblicarono, in collaborazione con il duo Wasted Penguinz, la canzone Island Refuge, inno ufficiale dell'edizione 2013 del festival Qontinent, al quale parteciparono come Headline. Nel 2014 pubblicarono una canzone ogni mese come parte del progetto #Tweekay14, da cui è stata creata una compilation pubblicata alla fine dell'anno in edizione limitata. Hanno anche prodotto l'inno per il Freaqshow del 2014, intitolato Celebration of Sin. Hanno chiuso l'anno al 66º posto della DJ Mag Top 100, ma sono scivolati al 79º posto nel 2015.
Nel 2016, come nel 2014, hanno replicato il progetto di una canzone al mese con l'hashtag #Tweekay16. Hanno anche lavorato, tra gli altri, con Code Black e Darren Styles e hanno pubblicato la riedizione della canzone del 2015 Wodka, col nome di Tequila. Alla fine del 2016, si sono piazzati al 71º posto nella classifica del DJ Mag e nel 2017 sono risaliti al 62°. Nel 2017 ci sono state nuovamente collaborazioni con Sub Zero Project e ancora con Code Black. Inoltre, insieme a Coone hanno prodotto la canzone D.W.X., un flashback per il decimo anniversario di Dirty Workz e un remix sul tema della serie televisiva fantasy americana Game of Thrones. Hanno anche creato il loro nuovo alias Tweekacore, con il quale pubblicano produzioni nel campo dell'happy hardcore.
All'inizio del 2018, hanno presentato insieme a Darren Styles la loro nuova etichetta happy hard  denominata Electric Fox. Insieme hanno suonato un set B2B sotto il loro pseudonimo Tweekacore all'edizione annuale del festival Defqon.1 e hanno pubblicato un singolo. Oltre a una cover della canzone Bring Me to Life degli Evanescence e una collaborazione con Sephyx, è stata pubblicata la canzone Jägermeister, che ha riscosso un notevole successo, grazie anche alla prima partecipazione del duo al festival Qlimax nell'edizione 2017, dove il brano è stato presentato in anteprima. Hanno terminato il 2018 al 76º posto nella DJ Mag Top 100.
Dopo una collaborazione con Refuzion, il 19 aprile 2019 è stata pubblicata una cover della canzone Scatman (Ski-Ba-Bop-Ba-Dop-Bop) di Scatman John del 1995 come download gratuito. Con più di 9 canzoni pubblicate nel corso dell'anno, si sono classificati al 68º posto nella DJ Mag Top 100 del 2019.
Hanno preso parte al Mainstage dell'edizione 2019 di Tomorrowland, in rappresentanza dell'hardstyle, un anno dopo Coone. Sempre nel 2019 hanno dato vita al collettivo The Elite, insieme a Coone e Hard Driver, rilasciando un brano dall'omonimo titolo.

## Formazione
- Kenth Kvien (Gjøvik, 11 maggio 1987)
- Marcus Nordli (Oslo, 15 settembre 1987)[17][18]

## Stile musicale
Lo stile musicale dei Da Tweekaz è principalmente categorizzato come Euphoric Hardstyle. Una caratteristica sorprendente è l'uso dell'umorismo, che gioca un ruolo importante nei loro video e nelle loro canzoni. Wodka, Tequila e Jägermeister in particolare riflettono questo stile di produzione: tutte e tre le canzoni sono basate sul paese che rappresenta la bevanda, parodiando quindi gli aspetti musicali russi, messicani e della Germania meridionale; ciò è stato anche elaborato visivamente in modo umoristico nei video. Hanno anche pubblicato la canzone Duck Tool nel 2010, la cui topline consisteva nel cigolio di una papera di gomma. Con questo suono, hanno anche parodiato gli inni di Defqon.1 pubblicati nel 2015 e nel 2016. Sono noti per i loro remix hardstyle di Blue (Eiffel 65), Faded (Alan Walker) e The Hanging Tree (Hunger Games). Hanno anche pubblicato remix di canzoni di vari film Disney come Let It Go (Frozen - Il regno di ghiaccio), How Far I'll Go (Oceania) e Circle Of Life (Il re leone).

## Discografia

### Album
- 2012: Time 2 Shine

### Compilations
- 2014: #Tweekay14: The Ultimate Collection (limitato a 250 copie)
- 2016: #Tweekay16: The Ultimate Collection (limitato a 400 copie)
- 2018: 10 Years Da Tweekaz - The Definitive Collection

### EPs
- 2010: DNA
- 2010: Examination of Time
- 2011: Nothingness
- 2011: People Against Porn
- 2012: Become
- 2013: The Remixes
- 2015: Wipeout

### Singoli (parziale)
2008:
- Angeli Domini
- The Past / Da Bomba

2009:
- Inferno (Summer Angel 2009 Anthem)

2010:
- Examination of Time

2011:
- People Against Porn

2013:
- Real Love
- Island Refuge (The Qontinent 2013 Anthem) (con Wasted Penguinz)

2014:
- Music Is My Drug (feat. Anklebreaker)
- Zero Fuck Given (feat. MC V)
- Weapons of Love (con Atmozfears feat. Popr3b3l)
- Ran Away (feat. Ghost wars)
- #Tweekay14
- Your Love (feat. Popr3b3l)
- Intermission
- Letting Go (feat. Elke Diels)
- Little Red Riding Hood
- Unlock the Power (Bassleader 2014 Anthem)
- Hewwego
- Celebration of Sin (Freaqshow Anthem 2014)

2015:
- Wodka
- Get Down

2016:
- Freedom (con Neilio)
- The Hitmen (Midnight Mafia Anthem 2016) (feat. MC D)
- Heroes (con Darren Styles)
- Good Vibes (con Refuzion)
- Hardstyle Pirates (feat. Anklebreaker)
- Full Control (con Frequencerz)
- #Tweekay16
- See the Light (con Code Black & Paradise)
- Tequila
- Tomorrow (feat. Matthew Steeper)

2017:
- DRKNSS (con Sub Zero Project)
- D.W.X. (10 Years Dirty Workz Mix) (con Coone )
- How Far I’ll Go
- Komon
- Game of Thrones
- Heart like Mine (con Code Black e Adrenalize feat. Matthew Steeper)

2018:
- Respect (con Anklebreaker)
- Essence of Eternity (Reverze Anthem 2018)
- Partystarter (come Tweekacore con Darren Styles)
- This Is Special (con Sephyx)
- Bring Me to Life (con HALIENE)
- Jägermeister
- Back and Forth
- Forever
- Together (feat. Matthew Steeper)

2019:
- Because of You (con Refuzion)
- Scatman
- The Elite (con Coone e Hard Driver)
- Tweekalution
- We Are Fighters (con Destructive Tendencies)
- Anything (con D-Sturb)
- Circle of Life (con David Spekter)
- Keep On Rockin' (con Crystal Lake)
- The Wire (con Diandra Faye)
- Take Me Away (con Sound Rush)

2020:
- Power of Perception (Reverze 2020 Anthem) (con Coone e Hard Driver)
- We Made It (con LNYTNZ e The Kemist)
- Adrenaline (con Wildstylez feat. XCEPTION)
- Moskau (con Harris e Ford)
- Shake Ya Shimmy (con Code Black)
- The Sound of (con Coone, Hard Driver e Diandra Faye)
- Thunder (con Sound Rush feat. XCEPTION)
- I'm With You (con Gammer)
- So Good (con Refuzion)
- Toss A Coin To Your Witcher (con Coone e Hard Driver feat. Bram Boender)
- Clarity (feat. XCEPTION)
- Devil in My Arms (con Coone e Hard Driver)

### Remixes
2008:
- Sebulba – Reveal Our Existence

2011:
- Coone - Million Miles

2012:
- Demoniak - The World Needs to Hear

2013:
- Mark with a K - Music Is My Alibi
- Coone & Scope DJ - Traveling

2014:
- Darren Styles & Gammer - You & I

2015:
- Darren Styles & Re-Con feat. Matthew Steeper - Rest of Your Life

2016:
- Mark with a K - See Me Now
- DJ Paul Elstak - Luv U More
- Darren Styles e Da Tweekaz - Heroes

2017:
- TheFatRat feat. Laura Brehm - The Calling
- Darren Styles - Us Against the World

2018:
- LNY TNZ - We Go Up
- Yoji Biomehanika - Hardstyle Disco (con Sub Zero Project)
- W&W x Darren Styles feat. Giin - Long Way Down

2019:
- Ti-Mo - Stay